# Stenotabanus brunnipennis
Stenotabanus brunnipennis är en tvåvingeart som beskrevs av Krober 1930. Stenotabanus brunnipennis ingår i släktet Stenotabanus och familjen bromsar. Inga underarter finns listade i Catalogue of Life.